# 京阪石山坂本線
石山坂本線（いしやまさかもとせん）は、滋賀県大津市の石山寺駅から同市の坂本比叡山口駅までを結ぶ京阪電気鉄道の軌道路線である。全区間が軌道法の適用を受けている。ただし併用軌道区間はびわ湖浜大津駅 - 三井寺駅間の大半（約380m、途中駅なし）部分に限られる。
京津線と合わせて大津線と総称されている。また、地元では石坂線（いしざかせん・いっさかせん）の愛称で親しまれている。
全駅にてPiTaPa・ICOCAなどの全国相互利用交通系ICカードが利用できる。一方、自動改札機を含めスルッとKANSAI対応カードは導入されなかった。

## 概要
石山寺駅から瀬田川西岸・琵琶湖西岸に沿ってびわ湖浜大津駅を経て坂本比叡山口駅に至る21駅を持つ路線である。沿線には東レや日本電気硝子などの工場、大津市役所や各種学校などの公共施設が多数位置する。そのため、朝のラッシュ時間帯は通勤や通学により一部の列車は混雑するが、夕以降のラッシュ時間帯は下校と退勤で時差があるため朝ほど混雑が見られない。また、石山寺、三井寺、近江神宮、日吉大社などの神社仏閣が多くあるため行楽客で賑わうこともある。
京津線と2線あわせて年間15億円程度の赤字が出ていたため、京阪と地元自治体（大津市など）との間で今後の運営のあり方についての協議の場が持たれた。当初2004年秋に分社化を予定していたが、収支改善が見込めないことから見送られ、経費削減を図り収支が均衡した時点で分社化するとされた。
その後の経営合理化と、沿線の人口増加、昼間の電車の増発（発車間隔の短縮化）、ラッピング車両の運行、おでん電車やビール電車などのイベント列車（詳細後述）の運行などのサービス向上により、2013年時点で収支は大幅に改善している。
また、2013年にNHK大津放送局が制作した、当線を舞台にした3部オムニバス形式の地域密着ドラマ『石坂線物語』が関西地域（関西ローカル）で放送されたことで、当線及び沿線の地域資源が改めて注目され、関西での認知度が上昇した。その後、このドラマは2014年にNHK総合テレビで「滋賀発地域ドラマ」として全国放送された。
大津線では1997年の京津線の京都市営地下鉄東西線直通開始に合わせてラインカラーが制定され、石山坂本線のラインカラーは600系・700系のカラーでもある緑色（■）とされた。その後、2017年からの京阪線系統との車両カラー統一に伴い、これに代わって「湖のほとりを南北へ」をコンセプトとする水色の路線マークが設定された。
全線が京阪電気鉄道の大津運輸区の管内に置かれている。

### 路線データ
- 路線距離（営業キロ）：14.1km[2]
- 軌間：1435mm[2]
- 駅数：21駅（起終点駅含む）
- 複線区間：全線[2]
- 電化区間：全線電化（直流1500V）[2]
- 閉塞方式：自動閉塞式[2]
- 最高速度：70km/h[1][2]

## 運行形態
全列車2両編成の普通列車で、2021年9月25日改正ダイヤでは昼間時間帯は石山寺駅 - 近江神宮前駅間が10分間隔、近江神宮前駅 - 坂本比叡山口駅間が20分間隔で運行されている（全線7 - 8分間隔となる時間帯もある）ほか、朝・夕方・夜には石山寺駅 - 近江神宮前駅間、近江神宮前駅 - 坂本比叡山口駅間の区間運転列車がある。ワンマン運転を行っているが、朝ラッシュ時には車掌（列車防護要員）も乗務している。びわ湖浜大津駅では約半数の列車が京津線と接続している。
また、駅での業務を行うステーションスタッフも、無人駅の多い近江神宮前駅 - 坂本駅（現・坂本比叡山口駅）間で電車に添乗し、集改札業務を行っていたが、2017年5月1日より朝のラッシュ時を除いて添乗は廃止された。列車内で運賃を収受せず、有人駅では改札口を利用、無人駅では乗車券・差額運賃とも集札箱に投入する。車掌が乗務するツーマン運転を行っていた頃は、浜大津駅（現・びわ湖浜大津駅）・京阪石山駅など一部の駅を除き、使用済み乗車券は原則車掌または運転士が回収していた。
かつては急行・準急が石山寺駅 - 浜大津駅 - 三条駅間で設定され（石山坂本線内はいずれも各駅に停車）、京津線との直通運転が行われていたが、浜大津駅統合の際に廃止された。駅統合により、両線相互間が同一ホーム上で乗り換えできるようになり、所要時間の短縮が可能となったが、京津線から坂本方面（あるいはその逆）へは駅統合を機に若干短縮されたのに対し、京津線から石山寺方面（あるいはその逆）へは、浜大津駅2番線に到着した京津線電車をいったん引き上げてから、改めて同駅1番線に転線し終わるのとほぼ同じタイミングで2番線に石山寺行き電車が到着するダイヤであったため、駅統合後も所要時間は直通列車とほぼ変わらなかった。
さらに浜大津駅統合（1981年4月12日ダイヤ改正）前における浜大津駅 - 坂本駅間では、同区間折り返し列車と全線直通を日中1時間あたり2往復ずつ設定していたが、これは前者の場合、石山寺駅 - 浜大津駅間では京津線直通準急または急行がその代替を担っていたためである。しかし浜大津駅統合に伴うダイヤ改正で日中1時間あたり4往復とも全線直通に揃えられ、石山坂本線の浜大津発着列車は廃止となった。
このほか毎年、冬季に「おでんde電車」、夏季に「ビールde電車」などのイベント列車が運行されている。
近江神宮前駅に隣接して錦織車庫が設置されており、大津線（石山坂本線・京津線）全車両の検査をこの車庫で行っている。

## 使用車両
- 600形[6]
- 700形[6]

このほか800系が入出庫のためびわ湖浜大津駅 - 近江神宮前駅間を走行するが、営業運転は行っていない。
当線では600形・700形でラッピング電車が多く運行されている。各形式の項目を参照。

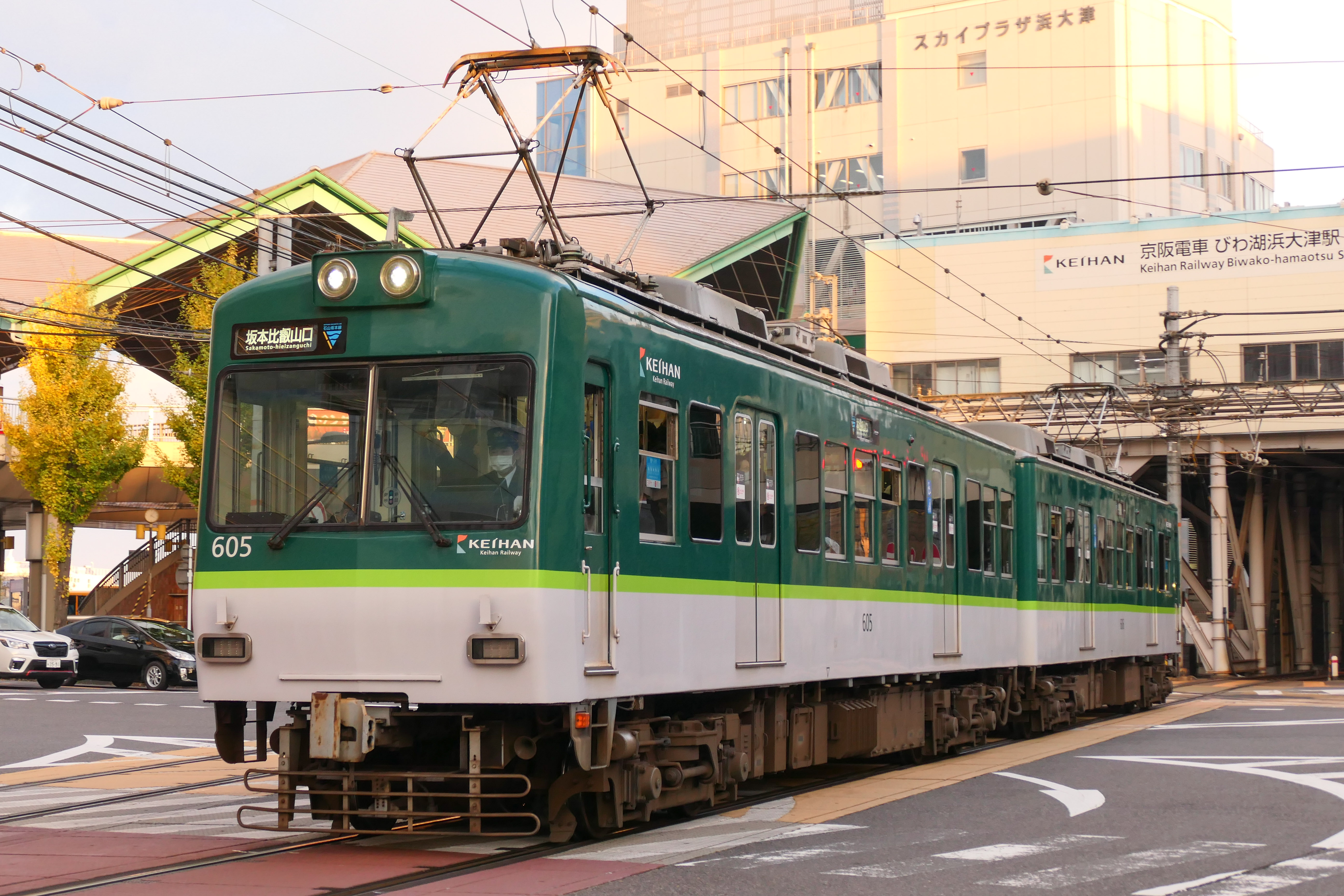
600形
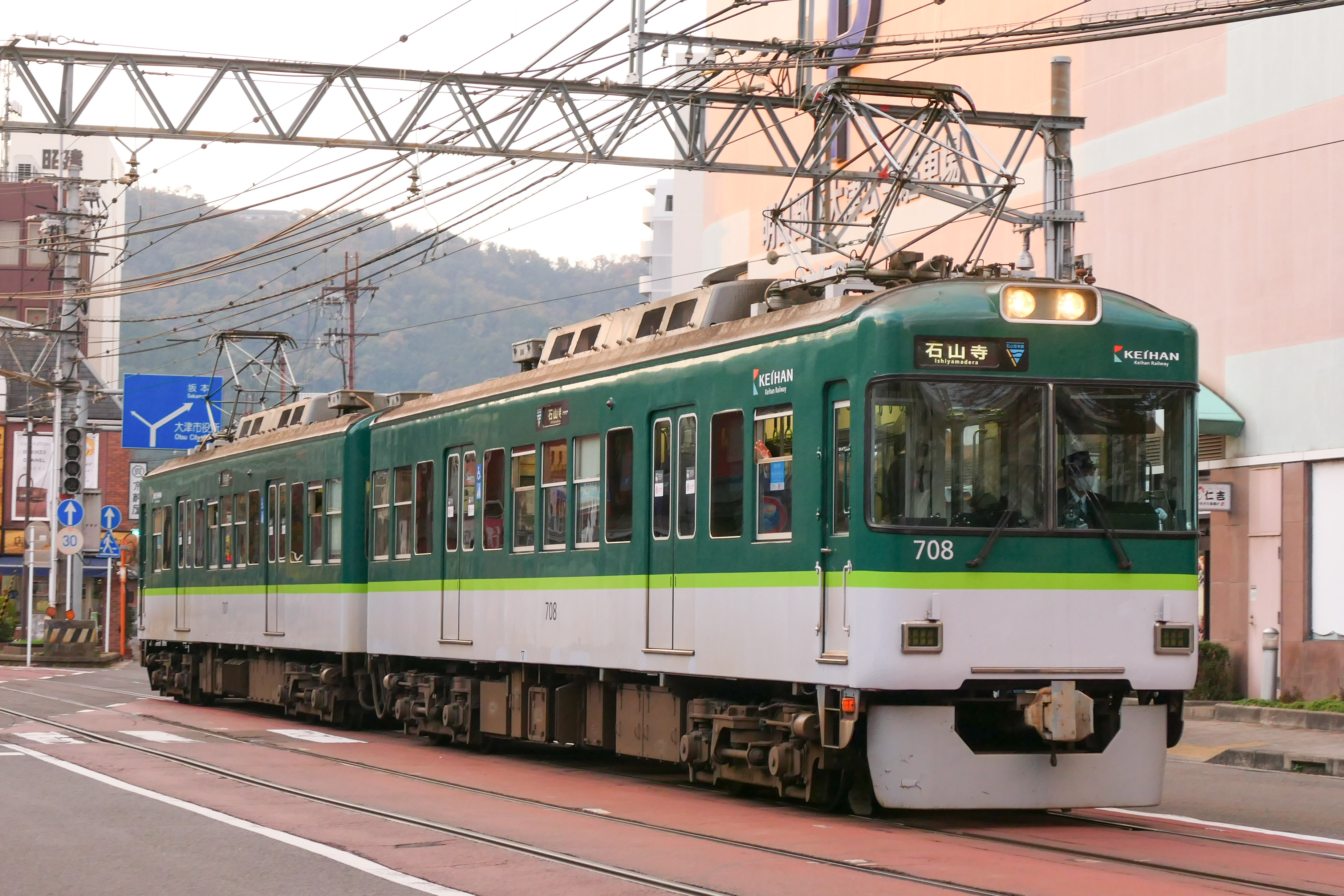
700形

### 過去の使用車両
- 80型（初代・元大津電車軌道1形）
- 90型（元大津電車軌道10形）
1921年（大正10年）から1924年（大正13年）にかけて4両が製造された1形の追加増備車で、スタイルはほぼ同じだが屋根がレイルロードルーフに変更されている。また電装品はWEC製、台車はブリル21Eとなっていた。1940年（昭和15年）には北大阪電気鉄道（現・阪急千里線）の無蓋電動貨車52・53を守口工場で旅客車化した2両が加わり6両（90 - 96、94は欠番）となったが、京津線の20・30型が石山坂本線に転属してきたことで1951年（昭和26年）に廃車された。
- 800型（初代・元琵琶湖鉄道汽船100形）
- 1型
- 5型
- 10型
- 30型
- 200型
- 260型
- 300型（2代）
- 350型
- 500型（2代）

## 歴史

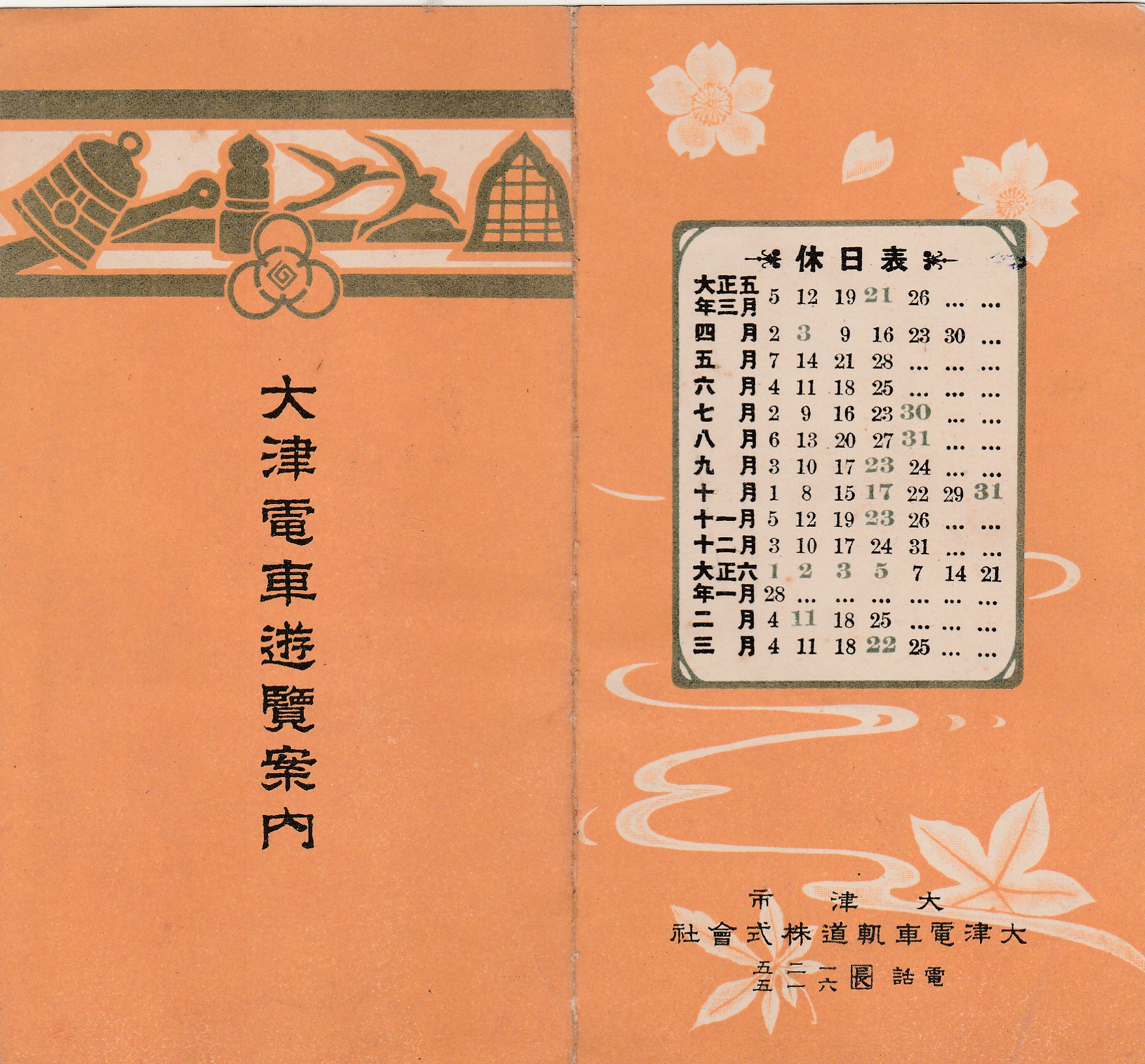
「大津電車遊覧案内」（おもて）

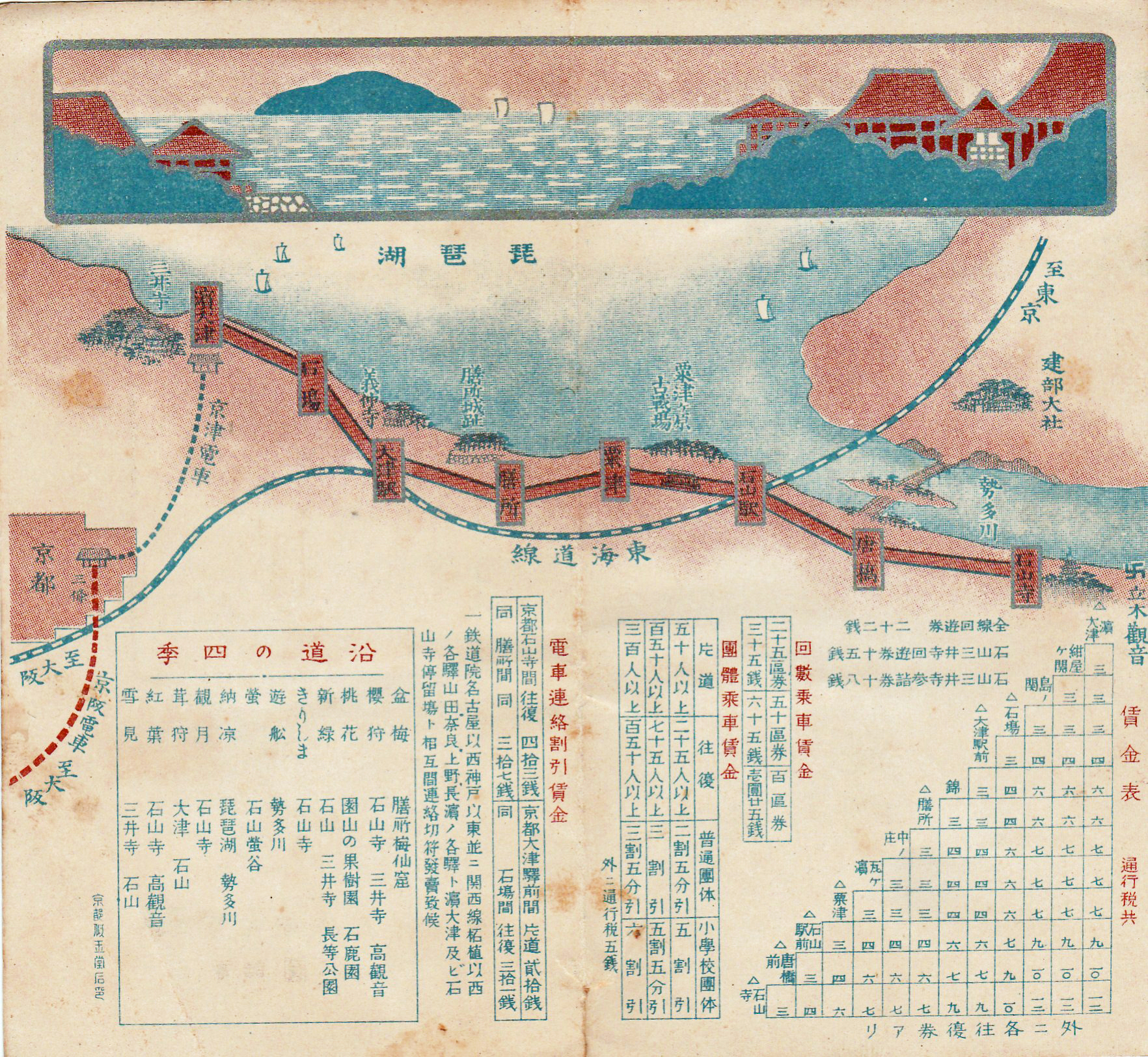
「大津電車遊覧案内」（うら）

1913年（大正2年）3月1日、大津電車軌道が現在の石山坂本線の大津駅（現・びわ湖浜大津駅） - 膳所駅（現・膳所本町駅）間を開通させた。これは官設鉄道東海道線として建設され、前日まで国鉄が大津線として旅客営業をしていた大津駅 - 馬場駅（現・膳所駅）間を電化および三線軌条化したものである。国鉄大津線当時の途中駅は石場駅・紺屋関駅の2つであったが、大津電車軌道開業時には大津・紺屋ヶ関・島ノ関・石場・馬場駅構内・馬場駅前・錦・膳所の8つの停留所が設置された。以降、膳所駅から順次延伸され、1914年（大正2年）6月4日には浜大津駅 - 螢谷駅（現・石山寺駅）間が開通した。螢谷から先、南郷まで特許を取得していたが風致上の関係で着工は難航し1917年に失効。京阪電気鉄道に合併されるまで螢谷 - 石山寺間にモーターボートを運航して連絡していた。1922年（大正11年）5月7日には三井寺駅 - 浜大津駅間が開業。最初、浜大津駅 - 螢谷駅間は単線で開業したが、大正末期から昭和初期にかけて粟津駅 - 石山駅前駅（現・京阪石山駅）を除いて複線化した。1943年（昭和18年）8月30日に周囲の軍需工場への通勤客増加に対応するため複線化した。
大津電車軌道は1927年（昭和2年）に太湖汽船と合併して琵琶湖鉄道汽船となり、同年に坂本駅（現・坂本比叡山口駅） - 浜大津駅間が開通した。競合する江若鉄道に対抗するため複線で直進的なルートで建設されている。またこの年、後に近江鉄道八日市線となる湖南鉄道を合併している。これらは琵琶湖に勢力を拡大していた京阪電気鉄道への対抗策として行われたものであった。三井寺駅 - 坂本駅間の路線は高速電気鉄道を指向した設計で、将来は堅田から草津まで琵琶湖南岸を半周する路線とすることをめざしていた。車両も路面電車規格ではなく郊外電車規格の100形が用意された。
しかし、期待に反して坂本延長線は乗客がきわめて少なく、投資が回収できなかったことから、1929年に湖南汽船の仲介もあり京阪電気鉄道の傘下に入ることになり、旧・湖南鉄道の鉄道路線を八日市鉄道に、汽船部門を京阪系の湖南汽船から改称した太湖汽船（現・琵琶湖汽船、前出の太湖汽船とは別）に譲渡して京阪電気鉄道に合併、同社の石山坂本線となった（坂本駅からの堅田方向への未成区間0.4kmは1930年6月25日付けで事業廃止された）。
合併後は石山方面と直通し、持て余していた100形は京阪本線に転属し800型（初代）となった。800型は京阪最後の木造車として京阪本線や晩年は交野線で使われ続け、廃車されるまで大津の地に戻ることはなかった。廃車後機器類が石山坂本線用に新造された350型へ流用され、復帰を果たした。
1981年（昭和56年）に滋賀県で国体が開催されることにちなみ浜大津駅周辺で再開発が行われることになり、これに先立って1月7日に京津線と石山坂本線の直通運転が廃止され、4月12日から駅が現在の位置に移動する。
1997年、京津線の京都市営地下鉄東西線乗り入れ開始に伴い、石山坂本線も架線電圧を1500Vに昇圧した。

### 年表
- 1913年（大正2年）
  - 3月1日：大津電車軌道が大津駅（現・びわ湖浜大津駅） - 膳所駅（現・膳所本町駅）間を開業。大津駅から馬場駅（現・膳所駅）までの区間は国鉄貨物線と共用[20]。
  - 5月1日：膳所駅 - 別保駅（現・粟津駅）間が開業。
  - 6月1日：大津駅を「浜大津駅」に改称。
- 1914年（大正3年）
  - 1月12日：別保駅 - 石山駅前駅（現・京阪石山駅）間が開業。
  - 1月17日：石山駅前駅 - 唐橋前駅間が開業。別保駅を移転し、「粟津駅」に改称。旧・別保駅付近に瓦ヶ浜駅開業。
  - 2月15日：唐橋前駅 - 螢谷駅（後に廃止）間が開業。
  - 6月4日：螢谷駅 - 石山駅（現・石山寺駅）間が開業。
- 1922年（大正11年）5月7日：浜大津駅（現・びわ湖浜大津駅） - 三井寺駅間が開業[23]。
- 1927年（昭和2年）
  - 1月21日：大津電車軌道が太湖汽船と合併、琵琶湖鉄道汽船となる。
  - 5月15日：三井寺駅 - 兵営前駅（現・大津市役所前駅）間、山上駅（後に休止） - 松ノ馬場駅間が開業[23]。
  - 8月13日：松ノ馬場駅 - 坂本駅（現・坂本比叡山口駅）間が開業[23]。
  - 9月10日：兵営前駅 - 山上駅間が開業。これにより石山駅 - 坂本駅間が全通[23]。
- 1929年（昭和4年）
  - 4月11日：京阪電気鉄道が琵琶湖鉄道汽船を合併。汽船部は太湖汽船に譲渡。
  - 10月10日：山上駅 - 錦織駅（現・近江神宮前駅）間に漣駅開業。
- 1930年（昭和5年）6月25日：坂本駅からの堅田方向へ未成線0.4km事業廃止。
- 1931年（昭和6年）10月5日：石山線石山駅 - 坂本線坂本駅間直通運転開始、三井寺駅乗り換えを解消。
- 1937年（昭和12年）8月20日：馬場駅を「膳所駅前」駅に、膳所駅を「膳所本町」駅に、螢谷駅を石山駅に統合し「石山寺駅」にそれぞれ改称。
- 1939年（昭和14年）6月20日：浜大津駅の京津線との連絡線が完成。同時に石山坂本線の浜大津駅はやや東に移動。
- 1940年（昭和15年）11月10日：兵営前駅を「別所駅」に改称。
- 1941年（昭和16年）2月1日：錦織駅を「近江神宮前駅」に改称。
- 1943年（昭和18年）
  - 8月20日：石山駅前駅 - 粟津駅間複線化。
  - 10月1日：会社合併により京阪神急行電鉄（現・阪急電鉄）の路線となる。
  - 11月10日：島ノ関駅 - 浜大津駅間の大橋堀駅、紺屋ヶ関駅廃止。
- 1944年（昭和19年）8月15日：瓦ヶ浜駅、錦駅休止。漣駅廃止。
- 1945年（昭和20年）
  - 1月10日：滋賀里駅を坂本方へ400m移設。
  - 3月30日：滋賀里駅 - 坂本駅間が金属供出のため単線化[23]。
  - 5月15日：唐橋前駅、中ノ庄駅、三井寺駅、山上駅、穴太駅、松ノ馬場駅休止。
  - 8月6日：唐橋前駅営業再開。
  - 12月1日：中ノ庄駅営業再開。瓦ヶ浜駅再開業。
  - 12月2日：三井寺駅営業再開。
- 1946年（昭和21年）
  - 3月1日：皇子山駅（現・京阪大津京駅）開業。休止中の山上駅廃止。
  - 9月10日：穴太駅、松ノ馬場駅営業再開。
- 1947年（昭和22年）
  - 1月25日：浜大津駅 - 膳所駅間に江若鉄道車両が乗り入れを開始。
  - 3月：滋賀里駅 - 穴太駅間再複線化。
- 1948年（昭和23年）
  - 1月1日：近江神宮前駅を「錦織駅」に改称。
  - 7月10日：錦織駅を「近江神宮前駅」に再改称。
- 1949年（昭和24年）12月1日：会社分離により、改めて京阪電気鉄道の路線となる。
- 1950年（昭和25年）10月1日：石山寺駅を「石山螢谷駅」に改称[26]。
- 1951年（昭和26年）12月25日：三条駅 - 石山螢谷駅間の直通列車の運転再開[27]。
- 1953年（昭和28年）4月1日：石山螢谷駅を「石山寺駅」に、膳所駅前駅を「京阪膳所駅」に、石山駅前駅を「京阪石山駅」にそれぞれ改称[28]。
- 1954年（昭和29年）1月25日：浜大津経由の三条駅 - 石山寺駅間の急行運転を開始。
- 1955年（昭和30年）5月1日：滋賀里駅を「水耕農場前駅」に改称。400m浜大津方の旧駅を滋賀里駅として営業再開。
- 1956年（昭和31年）
  - 1月10日：石山線と坂本線を統合・改称し石山坂本線とする[29]。
  - 2月15日：滋賀里駅 - 穴太駅間の水耕農場前駅休止（1974年廃止）。
- 1957年（昭和32年）3月20日：石山坂本線の浜大津駅を「浜大津（東口）駅」に改称[29]。三条 - 石山寺間で急行（石山坂本線内は各駅停車）が終日運転開始[30]。
- 1959年（昭和34年）
  - 1月20日：電車の集電装置（ポール）をホイール式からスライダー式に変更[31]。
  - 9月1日：錦駅再開業。
- 1961年（昭和36年）9月16日：第2室戸台風で16時30分より運転中止、17日始発より平常運行[32]。
- 1965年（昭和40年）7月10日：江若鉄道車両の浜大津駅 - 膳所駅間乗り入れを廃止。
- 1966年（昭和41年）10月15日：大津線電車線のカテナリー化工事竣工[33]。
- 1967年（昭和42年）9月24日：別所駅（現・大津市役所前駅）を0.3km坂本方へ移設。
- 1968年（昭和43年）
  - 3月25日：ダイヤ改正により、15分ヘッドから20分ヘッドに変更[34]。
  - 6月27日：国鉄膳所駅で起きた脱線転落事故のため浜大津駅 - 石山寺駅間が22時過ぎまで運休となる[35][36]。
- 1969年（昭和44年）11月1日：浜大津駅 - 膳所駅間を共用していた江若鉄道および国鉄が営業廃止。
- 1970年（昭和45年）8月23日：電車の集電装置をスライダー式ポールからパンタグラフに変更[37]。
- 1971年（昭和46年）8月15日：全列車を2両編成で運行するようになり、単行運転を廃止[38]。
- 1976年（昭和51年）10月：国鉄・江若鉄道と共用していた浜大津駅 - 膳所駅間の三線軌条のうち1本を撤去。
- 1981年（昭和56年）
  - 1月7日 : 京津線と石山坂本線の直通運転を廃止[23]。翌日から京津線と石山坂本線を結ぶ線路の撤去が開始[39]。
  - 4月12日：京津線の浜大津駅が石山坂本線の浜大津（東口）駅と統合され、浜大津（東口）駅の北隣に建設された新駅に移転[40]。
- 1984年（昭和59年）：12月までに近江神宮前駅 - 坂本駅間の全信号機（22機）に防雪フードを取り付け。
- 1985年（昭和60年）
  - 4月15日：坂本駅 - 浜大津駅間でATS使用開始。
  - 10月1日：浜大津駅 - 石山寺駅間でATS使用開始。
- 1986年（昭和61年）
  - 3月17日：大津線列車無線電話使用開始[41]。
  - 5月16日：浜大津駅の石山寺側に回生電流吸収装置を設置、使用開始（回生電流はインバーターで交流化して変圧後浜大津の駅の照明などに利用）。
- 1991年（平成3年）2月13日：浜大津駅 - 膳所駅間の用地11500m2を国鉄清算事業団より購入決定。
- 1993年（平成5年）
  - 10月25日：三井寺2号・薬師前・南滋賀7号の各踏切に自動遮断機を新設。
  - 10月30日：国道161号（西大津バイパス）建設に伴う立体交差化工事で滋賀里駅 - 穴太駅間の新架橋使用開始。
  - 12月：宮町（粟津駅 - 瓦ヶ浜駅間）・本町下手（膳所本町駅 - 錦駅間）の各踏切に「障害物検知装置」設置[42]。
- 1994年（平成6年）
  - 4月：滋賀里駅 - 穴太駅間に「自動車転落検知装置」を設置[43]。
  - 12月1日：滋賀変電所の使用開始[44]。
- 1997年（平成9年）
  - 4月 - 8月：深夜、近江神宮前駅 - 穴太駅間に1500Vを送電して600形・700形・800系の試運転が行われる。
  - 7月1日：大津支社廃止。
  - 9月30日：穴太駅 - 坂本駅間が52年ぶりに再複線化され京阪電気鉄道全線の複線化完成[45][46]。
  - 10月12日：架線電圧を600Vから1500Vに昇圧。
    - この1500V昇圧による京津線への800系投入、それに伴う600形・700形の石山坂本線への配転、260型・350型の運用終了で石山坂本線の冷房車率と回生ブレーキ車率が100%達成。これにより京阪電気鉄道の営業車両はすべて冷房車となった。
- 1999年（平成11年）6月1日：大津線列車運行管理システム使用開始[47]。
- 2003年（平成15年）10月4日：ワンマン運転開始[48]。この時点で朝ラッシュ時は5分間隔、昼間時間帯は7分30秒間隔での運転が実施されていた[9]。
- 2005年（平成17年）4月1日：京阪石山駅が西へ168m（営業キロ上は0.2km）移設され、相対式ホームから島式ホームとなる。
- 2006年（平成18年）3月18日：皇子山駅を52m北の湖西線高架下に移設。
- 2007年（平成19年）4月1日：ICカード「PiTaPa」導入[49]。
- 2017年（平成29年）
  - 4月1日：京津線を含む大津線系統全線で、西日本旅客鉄道（JR西日本）が発行するICカード「ICOCA」を媒体とした「ICOCA定期券」を発売[50]。
  - 5月1日：朝のラッシュ時を除いてステーションスタッフによる添乗が廃止され完全ワンマン運転になる。
- 2018年（平成30年）
  - 2月：京阪膳所駅下りホームに、京阪電鉄初のホーム隙間対策の櫛状ゴムが設置され、3月には同駅上りホームにも設置[51]。
  - 3月17日：浜大津駅を「びわ湖浜大津駅」に、別所駅を「大津市役所前駅」に、皇子山駅を「京阪大津京駅」に、坂本駅を「坂本比叡山口駅」にそれぞれ改称[52][53]。
  - 9月4日：台風21号の接近に伴い「計画運休」を初めて実施[54]。同月30日にも 台風24号の接近で計画運休を実施。
- 2019年（平成31年）2月：大津線すべての先頭車にドライブレコーダーの取り付け完了[55]。
- 2023年（令和5年）2月3・7日：京津線2か所とともに8か所（石山駅前・椿が原・本町下手・文化館前・紺屋ヶ関・長等市民センター・皇子山球場前・神宮参道）の踏切に大津線初の踏切支障報知装置（非常ボタン）を設置[56]。

## 駅一覧
- 全駅滋賀県大津市内に所在。
- 普通列車のみ運転、全列車各駅に停車。

| 駅番号 | 駅名           | 駅間キロ | 営業キロ | 接続路線・備考                                           |
| ------ | -------------- | -------- | -------- | -------------------------------------------------------- |
| OT01   | 石山寺駅       | -        | 0.0      |                                                          |
| OT02   | 唐橋前駅       | 0.7      | 0.7      |                                                          |
| OT03   | 京阪石山駅     | 0.9      | 1.6      | 西日本旅客鉄道： 東海道本線（琵琶湖線）（石山駅:JR-A27） |
| OT04   | 粟津駅         | 0.8      | 2.4      |                                                          |
| OT05   | 瓦ヶ浜駅       | 0.4      | 2.8      |                                                          |
| OT06   | 中ノ庄駅       | 0.5      | 3.3      |                                                          |
| OT07   | 膳所本町駅     | 0.5      | 3.8      |                                                          |
| OT08   | 錦駅           | 0.4      | 4.2      |                                                          |
| OT09   | 京阪膳所駅     | 0.5      | 4.7      | 西日本旅客鉄道： 東海道本線（琵琶湖線）（膳所駅:JR-A28） |
| OT10   | 石場駅         | 0.8      | 5.5      |                                                          |
| OT11   | 島ノ関駅       | 0.5      | 6.0      |                                                          |
| OT12   | びわ湖浜大津駅 | 0.7      | 6.7      | 京阪電気鉄道： ■ 京津線                                  |
| OT13   | 三井寺駅       | 0.5      | 7.2      |                                                          |
| OT14   | 大津市役所前駅 | 0.8      | 8.0      |                                                          |
| OT15   | 京阪大津京駅   | 0.5      | 8.5      | 西日本旅客鉄道： 湖西線（大津京駅:JR-B29）               |
| OT16   | 近江神宮前駅   | 0.6      | 9.1      |                                                          |
| OT17   | 南滋賀駅       | 0.9      | 10.0     |                                                          |
| OT18   | 滋賀里駅       | 0.8      | 10.8     |                                                          |
| OT19   | 穴太駅         | 1.5      | 12.3     |                                                          |
| OT20   | 松ノ馬場駅     | 1.2      | 13.5     |                                                          |
| OT21   | 坂本比叡山口駅 | 0.6      | 14.1     | 比叡山鉄道：比叡山鉄道線（ケーブル坂本駅）               |

### 廃止駅
- 螢谷駅：石山寺駅 - 唐橋前駅間（1937年8月20日に石山駅に統合され石山寺駅となる）
- 紺屋ヶ関駅：島ノ関駅 - びわ湖浜大津駅間（大橋堀駅より石山寺寄りに位置。1943年11月10日廃止）
- 大橋堀駅：島ノ関駅 - びわ湖浜大津駅間（紺屋ヶ関駅より坂本比叡山口寄りに位置。1943年11月10日廃止）
- 川口駅：びわ湖浜大津駅 - 三井寺駅間（1937年以前に廃止）
- 山上駅：大津市役所前駅 - 京阪大津京駅間（1945年5月15日休止、1946年3月1日廃止）
- 漣駅：京阪大津京駅 - 近江神宮前駅間（1944年8月15日廃止）
- 水耕農場前駅：滋賀里駅 - 穴太駅間（1956年2月15日休止、1974年廃止）

### 過去の接続路線
- びわ湖浜大津駅：江若鉄道[25]